# Земля Вільгельма II
Земля Вільгельма II (нім. Kaiser Wilhelm II Land) — частина території Антарктиди, що лежить між 87° 43' і 91° 54' східної довготи. Омивається морем Дейвіса.
Висота льодовикового покриву в південній частині Землі Вільгельма II перевищує 2000 м. Вільний від льоду тільки розташований на узбережжі згаслий вулкан Гауссберг висотою 369 м.
Земля Вільгельма II була відкрита в лютому 1902 року німецькою експедицією Еріха фон Дригальські і названа на честь імператора Німецької імперії Вільгельма II.